# Олга Алкалай
Олга Алкалай (сербохорв. Олга Алкалај / Olga Alkalaj; 23 листопада 1907, Белград — 15 березня 1942, там же) — югославська сербська адвокат, партизанка Народно-визвольної війни в Югославії.

## Біографія
Народилася 23 листопада 1907 року в Белграді в єврейській родині. Як учениця гімназії і студентка була активним діячем революційного руху, в школі вступила в Союз комуністичної молоді Югославії. Закінчила юридичний факультет Бєлградського університету, з 1923 року член Комуністичної партії Югославії. Одна з найбільш активних діячок Компартії Югославії і жіночого руху в Белграді, з 1938 року-член Комісії з питань жінок при Сербському крайовому комітеті КПЮ. Працювала в газеті «Дружина данас», займала посаду секретаря партійної організації 5-го району Белграда. Захищала комуністів в суді.
Після окупації Югославії нацистами і початку гоніння на євреїв Олга отримала фальшивий паспорт на ім'я Софії Алексич, влаштувавшись служницею у Зориці Велькович. Вона продовжила свою діяльність і почала допомагати партизанам у підготовці до антигітлерівського виступу. У липні 1941 року зусиллями Олги Алкалай з тюремної лікарні на вулиці Відинської вибрався член ЦК КПЮ Александар Ранкович. У вересні 1941 року Олга увійшла в тимчасовий Белградський міський комітет.
У листопаді 1941 року після розкриття осередку Олгу заарештувала поліція, кинувши в табір Баніца і піддавши тортурам. Пізніше її вислали до табору смерті Сайміште, де її стан погіршився. У зв'язку з цим Олга спрямована в єврейський шпиталь. Партійна організація запропонувала їй бігти, але та відмовилася, не бажаючи наражати інших хворих на небезпеку, щоб їх не взяли в заручники німці. 15 березня 1942 року страчена за наказом керівництва табору: задушена в газвагені.
Ім'я Олги Алкалай нині носить вулиця в белградському районі Конярник.